# Évolution territoriale de l'Australie

Animation illustrant l'évolution territoriale de l'Australie.

Cet article recense l'évolution territoriale de l'Australie, de façon chronologique. Il liste les modifications internes et externes des colonies, puis des territoires et États de l'Australie, avant et après la formation de l'actuelle fédération.

## Île d'Australie

### Avant la création de la fédération australienne
26 janvier 1788
Création de la colonie de Nouvelle-Galles du Sud. Selon la commission d'Arthur Phillip, datant du 25 avril 1787, cette colonie inclut « toutes les îles adjacentes dans l'océan Pacifique » et à l'ouest du 135e méridien.
16 juillet 1825
La frontière occidentale de la Nouvelle-Galles du Sud est repoussée au 129e méridien.
3 décembre 1825
Proclamation de la colonie de la Terre de Van Diemen.
2 mai 1829
Proclamation de la colonie de la Swan River par Charles Fremantle. Fremantle prit possession de la Swan River et revendiqua formellement pour le compte de l'Angleterre  « toutes les régions de la Nouvelle-Hollande non incluses dans le territoire de la Nouvelle-Galles du Sud ».
6 février 1832
La colonie de la Swan River est renommée en Australie-Occidentale.
28 décembre 1836
Proclamation de la colonie d'Australie-Méridionale ; sa frontière occidentale est fixée au 132e méridien.
21 mai 1840
La Nouvelle-Zélande est formellement annexée à la Nouvelle-Galles du Sud.
16 novembre 1840
Création de la colonie de Nouvelle-Zélande par lettre patente et séparation de la Nouvelle-Galles du Sud. La séparation fut effective le 3 mai 1841.
17 février 1846
Proclamation de la colonie d'Australie du Nord, définie comme toute la zone de la Nouvelle-Galles du Sud au nord du 26e parallèle.
15 avril 1847
Révocation de la colonie d'Australie du Nord et réincorporation dans la Nouvelle-Galles du Sud.
1er juillet 1851
Proclamation de la colonie de Victoria.
1er janvier 1856
La colonie de Van Diemen's Land change de nom et devient la Tasmanie.
6 juin 1859
Proclamation de la colonie du Queensland, sa frontière occidentale étant fixée au 141e méridien. Son peuplement débuta le 10 décembre 1859.
1860
La frontière occidentale de l'Australie-Méridionale est décalée du 132e au 129e méridien.
1862
La frontière occidentale du Queensland est décalée au 139e méridien.
6 juillet 1863
La zone de la Nouvelle-Galles du Sud située au nord de l'Australie-Méridionale est annexée à cette dernière et prend le nom de Territoire du Nord.

### Après la création de la fédération australienne
1er janvier 1901

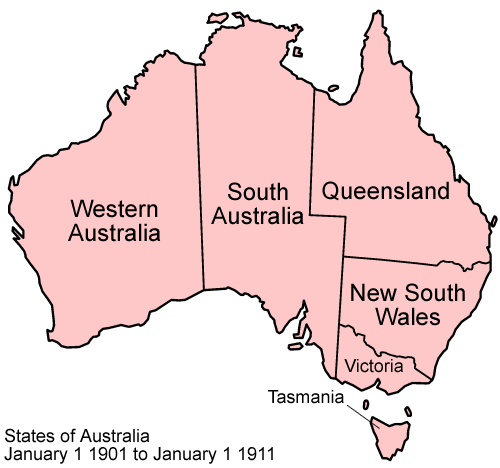
1901-1911

Création du Commonwealth d'Australie, fédération unissant les colonies britanniques de Nouvelle-Galles du Sud, Queensland, Australie-Méridionale, Tasmanie, Victoria et Australie-Occidentale. Le Territoire du Nord reste sous administration de l'Australie-Méridionale.
1er janvier 1911

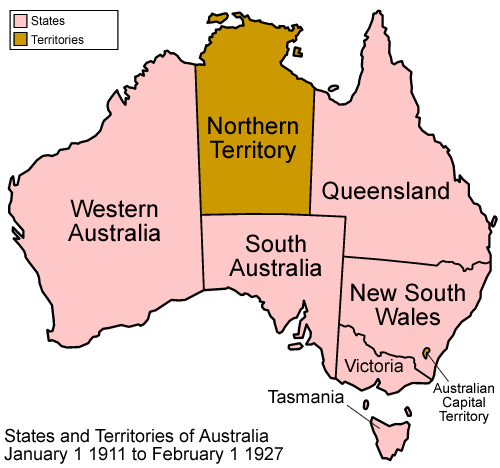
1911-1927

Création du Territoire de la capitale fédérale à l'intérieur de la Nouvelle-Galles du Sud. Le Territoire du Nord est détaché de l'Australie-Méridionale.
12 juillet 1915
La zone côtière désormais connue sous le nom de Territoire de la baie de Jervis est annexée au Territoire de la capitale fédérale.
1er mars 1927

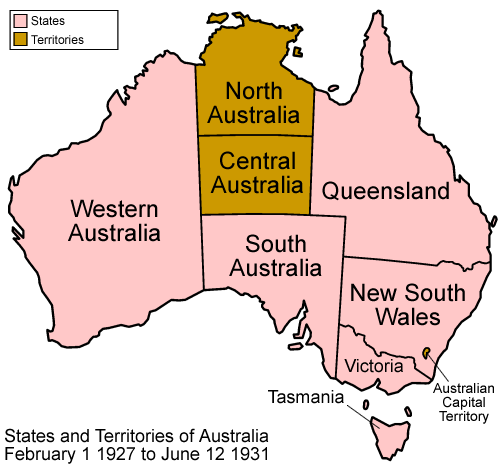
1927-1931

Division du Territoire du Nord en les deux territoires d'Australie du Nord et d'Australie centrale.
12 juin 1931

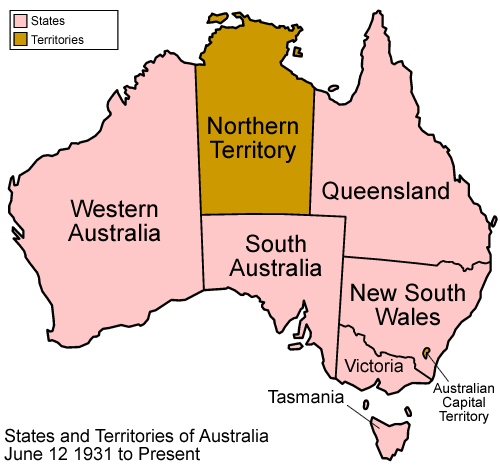
1931-Présent

L'Australie du Nord et l'Australie centrale sont réunies dans le Territoire du Nord.
29 juillet 1938
Le Territoire de la capitale fédérale devient le Territoire de la capitale australienne.
11 mai 1989
Le Territoire de la baie de Jervis devient un territoire à part entière.

## Territoires externes

### Actuels
1er juillet 1914
L'administration de l'Île Norfolk est transférée de la Nouvelle-Galles du Sud au Commonwealth d'Australie.
23 juillet 1931
L'Île Ashmore et les îles Cartier sont transférées du Royaume-Uni à l'Australie, création du territoire des îles Ashmore et Cartier.
13 juin 1933
Le Territoire antarctique australien est transféré depuis le Royaume-Uni.
26 juin 1947
Transfert de l'île Heard et des îles McDonald du Royaume-Uni à l'Australie, création du territoire des îles Heard-et-MacDonald.
23 novembre 1955
Les îles Cocos sont transférées à l'Australie par Singapour.
1er octobre 1958
L'île Christmas passe du Royaume-Uni à l'Australie.
30 septembre 1969
Les îles de la mer de Corail sont détachées du Queensland et deviennent un territoire de la fédération australienne.

### Anciens
- Territoire de Papouasie (1906-1942)
- Territoire de Nouvelle-Guinée (1920-1942)
- Territoire de Nauru (1920-1968)
- Territoire de Papouasie et de Nouvelle-Guinée (1942-1971)
- Territoire de Papouasie-Nouvelle-Guinée (1971-1975)